# Bolko III van Münsterberg
Bolko III van Münsterberg (circa 1344/1348 - 13 juni 1410) was van 1358 tot 1410 hertog van Münsterberg en van 1404 tot 1406 landvoogd van Opper-Lausitz. Hij behoorde tot de Silezische tak van het huis Piasten.

## Levensloop
Bolko III was de oudste zoon van hertog Nicolaas van Münsterberg en diens echtgenote Agnes Schleb van Lichtenburg, een dochter van de Hongaarse magnaat Herman Schleb van Lichtenburg.
Na de dood van zijn vader in 1358 werd Bolko III hertog van Münsterberg. Hij was toen echter nog minderjarig, waardoor zijn moeder het regentschap over het hertogdom op zich nam. Rond het jaar 1360 werd hij volwassen verklaard, waarmee zijn zelfstandige regering begon. Tijdens zijn heerschappij zette hij net als zijn vader en grootvader de uitverkoop van zijn domeinen verder. Toen zijn oom, hertog Bolko II van Schweidnitz, in 1368 zonder mannelijke nakomelingen overleed, probeerde hij tevergeefs om aan diens domeinen te geraken.
In 1369 kreeg hij via zijn huwelijk de stad Gleiwitz in handen. Wegens geldnood moest hij het domein in 1373 alweer verkopen aan hertog Koenraad II van Oels, aan wie hij in 1379 ook de stad Kanth doorverkocht. Toen Bolko in 1385 wegens geldnood de stad Strzelin aan het hertogdom Teschen verkocht, had hij alleen nog maar het bezit over het gebied rond de stad Münsterberg.
Bolko III was een zeer trouwe leenman van koning Karel IV van Bohemen, aan wiens hof hij meermaals verbleef. Tussen 1396 en 1400 was Bolko rechter aan het Boheemse Gerechtshof en in 1404 werd hij door koning Wenceslaus van Bohemen benoemd tot landvoogd van Opper-Lausitz, een functie die hij tot in 1406 bleef uitoefenen.
In 1410 overleed hij, waarna Bolko III werd bijgezet in het familiegraf in het klooster Heinrichau. 

## Huwelijk en nakomelingen
In 1369 huwde hij met Euphemia (circa 1350/1352 - 1411), dochter van hertog Bolesław van Bytom en weduwe van hertog Wenceslaus van Falkenburg. Ze kregen minstens acht kinderen:
- Nicolaas (circa 1371 - 1405)
- Jan (circa 1380 - 1428), hertog van Münsterberg
- Euphemia (circa 1385 - 1447), huwde in 1397 met graaf Frederik III van Oettingen
- Catharina (circa 1390 - 1422), huwde in 1410 met hertog Przemko van Troppau
- Hendrik II (circa 1396 - 1420), hertog van Münsterberg
- Agnes (circa 1400 - voor 1443)
- Hedwig, jong gestorven
- Elisabeth, jong gestorven